# Saint-Sernin-sur-Rance
Saint-Sernin-sur-Rance, okcitánsky Sent Sarnin (de Rance), je francouzská obec v départementu Aveyron. V obci byl odchycen Viktor z Aveyronu. Nachází se zde kapitulní kostel sv. Saturnina z Toulouse.

## Poloha
Obec má rozlohu 11,14 km2. Nejvyšší bod je 662 m n. m., nejnižší 288 m n. m.

## Obyvatelstvo
Počet obyvatel obce je 675 (2009).